# Fernando Arboleda Ripoll
Fernando Enrique Arboleda Ripoll (Bogotá, 20 de agosto de 1951) es un jurista, académico y diplomático colombiano. Ha sido magistrado de la Corte Suprema de Justicia, desde donde ha contribuido al desarrollo de la jurisprudencia penal, y se ha desempeñado como embajador de Colombia ante el Ecuador.
Además de su trayectoria judicial y diplomática, Arboleda Ripoll ha participado en la reforma del sistema penal colombiano, en la redacción de los códigos de procedimiento penal y penal militar, así como en iniciativas de lucha contra la impunidad y promoción de los derechos humanos en colaboración con organismos internacionales como la Unión Europea. Su labor académica se ha reflejado en más de una docena de publicaciones sobre derecho penal y en su labor como profesor de la Universidad Externado, la Universidad de los Andes y la Universidad Nacional.

## Biografía

### Carrera como académico
Fernando Arboleda Ripoll es doctor en Derecho y Ciencias Políticas de la Universidad La Gran Colombia y se graduó de la especialización en Derecho Penal de la Universidad de Salamanca, España.
Desde 1988, ha impartido clases de Derecho Penal, Criminología y Filosofía del Derecho Penal en la Universidad Externado de Colombia, así como en otras instituciones educativas como la Universidad Nacional de Colombia, la Universidad de Los Andes y la Universidad Central de Quito. También ha dirigido los departamentos de Derecho Penal y Derecho Procesal de la Universidad La Gran Colombia. Actualmente, es miembro de número de la Academia Colombiana de Jurisprudencia.
Entre sus trabajos académicos, se encuentran  La codificación penal colombiana en el contexto latinoamericano,  Dogmática y criminología, Curso de criminología (coautor), Consideraciones en torno a la relación dogmática y política criminal y Funciones de la pena en la Constitución colombiana.

### Carrera como jurista y vida pública

#### Trayectoria judicial y contribuciones normativas
Participó en la redacción del Código Penal Militar (1995) y el Código de Procedimiento Penal (1987). Entre 1995 y 2003, se desempeñó como magistrado de la Sala Penal de la Corte Suprema de Justicia de Colombia, donde fue magistrado ponente de decenas de decisiones de resonancia nacional y ocupó los cargos de presidente y vicepresidente de la corporación. Arboleda también se desempeñó como magistrado auxiliar de la misma corte (1989-1991) y conjuez en varias ocasiones del Consejo de Estado, la Corte Suprema y la Corte Constitucional.

#### Ejercicio como litigante
Se ha destacado como litigante en casos de relevancia histórica, como el magnicidio de Luis Carlos Galán, en el que fungió como abogado de la familia y logró la declaratoria de crimen de lesa humanidad, lo que culminó con la condena del exministro de Justicia, Alberto Santofimio Botero en 2007.  De acuerdo con la sentencia de la Corte Suprema, que confirmó la condena en 2011, existió una connivencia entre Pablo Escobar Gaviria, Gonzalo Rodríguez Gacha y Henry de Jesús Pérez Durán para atentar contra Luis Carlos Galán. Sobre la decisión de instancia, el entonces senador Juan Manuel Galán, hijo del líder asesinado del Nuevo Liberalismo, dijo:
«Esta condena es esperanzadora sobre la aplicación de justicia en Colombia. (...)  Yo insto a Santofimio a que diga toda la verdad, porque se ha sabido que otros políticos querían ver a mi padre muerto, por intereses de todo tipo, es claro, que el asesinato no fue orquestado solo por Pablo Escobar para evitar la extradición».
El razonamiento de los fallos proferidos en el proceso de Alberto Santofimio Botero ha servido de base para la condena de Miguel Maza Márquez por el crimen de Luis Carlos Galán y  las investigaciones por la muerte de Carlos Pizarro Leongómez.  Tanto Galán como Pizarro fueron candidatos presidenciales, pero, por órdenes de Miguel Maza Márquez, se debilitaron sus esquemas de seguridad,  lo que desembocó en sus asesinatos en 1989 y 1990.

#### Trayectoria pública después de la Corte Suprema de Justicia
En 2008, Arboleda Ripoll fue postulado por el Estado colombiano para ser magistrado de la Corte Penal Internacional. Su nombre también surgió como posible candidato a la Fiscalía General de la Nación en 2010 y 2012, cuando se encontraba en ejercicio el presidente Juan Manuel Santos, a quien ha representado judicialmente en casos relacionados con su paso por el Ministerio de Defensa.
Fue asesor de parlamentarios de Cambio Radical en la investigación contra el presidente Álvaro Uribe Vélez por el escándalo de la Yidispolítica en la Comisión de Acusación de la Cámara de Representantes. La investigación fue impulsada en 2008 por miembros del Polo Democrático y está vinculada con el proceso judicial contra Yidis Medina por cohecho en la votación de la reforma que permitió la reelección presidencial de Uribe en 2006.
En 2021, fue designado miembro del Comité de Ética de la Coalición de la Esperanza, grupo que integraba a los líderes de centro Juan Fernando Cristo, Jorge Enrique Robledo, Sergio Fajardo, Juan Manuel Galán, Humberto de la Calle, entre otros. El comité tenía la misión de filtrar a los candidatos inscritos para las listas al Congreso en las elecciones legislativas de 2022, evaluar su trayectoria profesional y asegurar que cumplían con los estándares éticos y jurídicos para participar.

### Carrera diplomática
En 2002, representó a Colombia como Delegado Plenipotenciario en la 11.ª sesión del Consejo Económico y Social de la ONU en Viena. Igualmente, ha trabajado como consultor del Programa de Naciones Unidas para el Desarrollo (PNUD) y ha sido asesor en proyectos de lucha contra la impunidad por violaciones a los derechos humanos, en colaboración con la Unión Europea.

Entre 2010 y 2012, Arboleda Ripoll ocupó el cargo de embajador extraordinario y plenipotenciario de Colombia en Ecuador, designado por Juan Manuel Santos, quien en ese momento expresó:
«(...) es una persona que nos va a representar a todos los colombianos en esta nueva etapa con el Ecuador, sin duda con gran decoro y con gran éxito».
El entonces vicepresidente de Ecuador, Lenin Moreno, recibió a Arboleda Ripoll con el siguiente mensaje:
«(...) hay camino que recorrer para rescatar el tiempo perdido. (...) Vamos a trabajar más intensamente porque las relaciones sean las de amistad de siempre y que mantenemos con los hermanos colombianos con quienes nos unen lazos de todo tipo».
Durante su gestión, en la que los temas de seguridad fueron prioritarios por la presencia de las Farc en territorio ecuatoriano, se normalizaron las relaciones entre ambos países tras la Operación Fénix o bombardeo de Angostura, en la que murió alias Raúl Reyes en una incursión de la Fuerza Pública colombiana en Santa Rosa de Yanamaru.  Desde marzo de 2008, cuando sucedió el incidente, Ecuador y Colombia rompieron relaciones diplomáticas, siendo Arboleda Ripoll el primer embajador desde entonces. Fue durante la cumbre de la Unión de Naciones Suramericanas (Unasur) celebrada en 2010 que los presidentes Santos y Rafael Correa acordaron intercambiar representantes antes de que terminara ese año. A su salida, la gestión de Arboleda Ripoll se destacó por «el diálogo diplomático fluido entre las dos naciones».